# Kwag Hye-jeong
Kwag Hye-Jeong (16 de maio de 1975) é uma ex-handebolista sul-coreana. medalhista olímpica.
Fez parte da geração medalha de prata, em Atlanta 1996, com uma partida.